# Minimal instruction set computer
Minimal Instruction Set Computer (MISC) è un'architettura per microprocessori basata su un numero minimale di istruzioni.
A volte è inteso come Mono Instruction Set Computer, cioè un processore che ha un'unica istruzione, che però è solitamente noto come one instruction set computer (OISC). Uno dei prodotti del tipo di maggior successo è l'INMOS Transputer.

## Descrizione
Spesso il set di istruzioni è basato su stack invece che su registri per ridurre gli operandi richiesti. Questa tipologia di architettura è molto semplice dato che i dati vengono presi direttamente dallo stack. Questo permette di realizzare un'architettura molto semplice e piccola.
L'unità di decodifica è semplice e piccola e quindi i processori possono essere piccoli e veloci. L'utilizzo di così poche istruzioni tende a rendere le stesse istruzioni molto dipendenti tra di loro riducendo il parallelismo interno.

## Utilizzo
Le architetture MISC vengono spesso utilizzate per produrre processori che interpretano comandi in linguaggio Forth o per realizzare Java Virtual Machine.